# 카를 야스퍼스
카를 야스퍼스(Karl Jaspers, 1883년 2월 23일~1969년 2월 26일)는 독일의 철학자이다. 하이데거와 함께 독일 실존철학을 창시했다. 칸트, 니체, 키에르케고르 등의 영향을 받았으며, 현대 문명에 의해 잃어버린 인간 본래의 모습을 지향했다.

## 삶
올덴부르크에서 태어나 처음에는 법학을 배웠으나 의학으로 옮겼다가 정신분석학, 심리학을 거쳐서 철학을 연구하게 되었다. 1913년에 하이델베르크 대학에서 심리학 교수 자격을 획득하고 1921년에 철학 정교수가 되었으나 나치에 의해 1938년에 교수직에서 추방되었고 1945년 이후 복직되어 대학의 부흥을 위해 노력했다. 1948년에는 스위스의 바젤 대학으로 옮겨갔고, 1961년 정년퇴직을 한 후에도 그곳에 머물러 있다가 병사했다. 《정신병리학총론》(1913)에서는 딜타이에 의해 발전된 '이해'의 개념을 정신병리학에 도입하여, 정신생활에 있어서 내적으로 이해되어야 할 것과 단순한 과학적 인과율에 의해 해명되어야 할 것을 날카롭게 구별하였다. 《세계관의 심리학》(1919)은 인간이 죽음에 직면한 상황을 비교 고찰 방법으로 분석하고 있다. 여기서는 이미 ‘한계상황’의 사상이 싹터서 발전을 보이고 있다. 죽음, 고뇌, 우연, 죄책, 투쟁 등 인간이 회피할 수 없는, 거꾸로 이것에 의해서 자기의 실존 앞에 마주 서게 되는 궁극적 상황이 해명되고 있다. 이러한 의미에서 이 책은 근대 실존철학의 최초의 서적이라고 할 수 있다. 《철학적 논리학》은 1947년에 제1권이 나왔으며 자연과학적 인식과는 확실히 구별되고 또한 그의 실존철학에 이미 나타나 있는 철학의 독자적 논리를 추구하였다. 《위대한 철학자들》이 1957년 이후에 출판되었는데, 철학을 서양에만 한정시키지 않고 동양을 포함시킨 점에서 그의 이른바 ‘세계철학’의 의도에 있어서도, 또한 철학사 연구에 있어서도 독자적인 저작이라 할 수 있다. 야스퍼스의 활동은 전문영역에만 국한되지 않고 사회 정치문제(예컨대 《전쟁죄책론》 1946), 대학 문제(《대학의 이념》 1923-46) 등에도 관심을 가졌고, 신학과도 교섭을 가졌으며(《철학적 신앙》 1948, 《니체와 기독교》 1946 등) 현대 서구세계의 대표적 지식인으로 꼽히고 있다.

## 사상
야스퍼스의 사상은 실존개명, 실존적 사귐 등이 있다.
- 실존개명

야스퍼스의 철학적 사유의 본질을 규정하는 방법개념이며 주저 《철학》 제2권의 주제가 되어 있는 말이기도 하다. 즉, 실존적 사유를 뜻하는 말이다. 과학적 사유와 대비되어 인간의 실존이 자기 자신에 관해 알려고 하는 바의 실존적 자기 이해를 의미한다. 실존은 객관적 대상으로서 과학적으로 인식할 수 없는 것이며, 실존적 자기이해는 개명 혹은 개시로서 실존적인 지가 되는 것이다.
- 실존적 사귐(실존적 교통)

야스퍼스 철학의 실천적 목표를 나타낸다.
그 철학의 중심은 실존개명이지만, 그 철학하는 것은 사귐(코무니카치온)이 되지 않는다는 불만에서 나왔다고 자각되고 있다. 실존은 고립하는 것이 아니며 다른 실존에 의하여, 또한 다른 실존과 더불어서만이 실존으로서의 현실이 된다. 그것은 실존과 실존 사이에 사귐 또는 교통이 있다는 것이다. '사랑의 투쟁'을 그 속에 품고서 그 투쟁을 통하여 인간은 본래적 자기가 된다.

## 저서
- 《현대의 정신적 상황》

이 책은 야스퍼스의 주저 《철학》 3권과 거의 동시인 1931년에 출판됐으며 야스퍼스 철학의 문화평론적 표현이다. ‘실존철학’이라는 말을 야스퍼스는 이 책에서 처음으로 명백히 사용하였으며 자기의 철학을 현대의 정신적 상황에 명백히 연결지어서 수립하였음을 알 수 있다. 18세기의 프랑스 혁명에 있어서 명확히 전환된 새 시대는 이성에 의해서 인간의 현존재를 근저로부터 개조한다는 시대라는 면에서 현대이지만, 한편으론 키에르케고르나 니체, 기타 많은 사상가에 의해 지적되고 있듯이 인간이 위협을 받고 불안과 허무에 직면해 있는 것이 현대이다. 이러한 인간의 위기는 근대로부터 현대에 걸쳐서 세계의 신신앙 상실이나 기술화에 의해서 초래된 것이며, 인간이 이러한 변화 속에 완전히 매몰됨으로써 야기된 것이다. 야스퍼스는 이러한 상황을 근대사회 속에서 추진되고 있는 ‘합리화’, ‘기계화’, ‘대중화’, ‘평균화’ 등의 과정에서 관찰하고 그 가운데서 인간이 존재를 박탈당하고 기능화되었음을 날카롭게 지적하고 있다. 제1부에서 제3부에 걸쳐 가정생활, 노동, 기타 인간의 생의 모든 영역이 이러한 변화를 겪고 있음을 탁월한 광범성과 심각성으로써 분석·논술하고 있다. 제4부에서는 이와 같은 ‘가호가 없는 인간’의 문제에 대해 현대의 사상·학문(마르크스 주의나 정신분석이나 종족론 등)이 해결을 할 힘이 없다는 것을 비판적으로 폭로하면서 한편으로는 이러한 문제를 다루는 새로운 철학으로서 ‘실존철학’을 주장하고 있다. 제5부에서는 인간이 단지 이러한 상황에 매몰되어서 자기상실의 상태에 떨어져 있지 않고 그 상황을 분명히 파악하여, 그 상황의 노예가 아니라 주인이 되어 상황을 변혁하고 인간 자신을 전취하는 길을 추구한다. 그것은 기술화 해가는 사회의 방향을 정지시키는 것이 아니라 오히려 인간화시키는 것이며, 인간의 고귀함과 연대성을 회복하는 데서 수행된다. 이 책은 야스퍼스의 실존철학이 기술화·기계화·대량화의 기구 속에서 상실된 인간 자체를 회복한다는 현대사회의 문제와 관련되어 있다는 것을 명시하고 또 그의 철학에 대한 흥미있는 입문서라는 성격을 갖고 있다.
- 《철학》

1932년에 나온 야스퍼스의 주저로서 3권으로 나뉘어 있으며 〈철학적 세계정위〉, 〈실존해명〉, 〈형이상학〉이라는 제목을 갖고 있다. 야스퍼스는 존재를 ‘객관존재’, ‘'자기존재’, ‘즉자존재’라는 3양태로 구별하고 이것들은 상호간 불가분의 관련이 있다고 하며, 이러한 존재양식에 대응하여 고찰을 전개시키고 있다. 첫째 객관존재를 살피면서는 존재를 우선 시간 공간적 대상으로서, 또 그 밖의 대상성(對象性)에 있어서 다양하게 파악한다. 그리고 이러한 존재의 탐구는 개별과학의 과제이다. 이 연구에서는 ‘개별적인 방식으로 거기에 존재하는 것’을 파악하지만, 그 통합성이 명백해지는 방식으로 전체적인 세계상에 도달하는 것은 불가능하다. ‘철학적 세계 정위’, 곧 참으로 철학이 세계 자체에로 자기를 방향짓는 것은 개별과학의 테두리를 돌파하지 않으면 안 된다. 둘째 자기존재에서 ‘철학하는 것’(야스퍼스는 Philosophieren을 중요시한다)의 과제는 ‘실존해명’이다. ‘자기의 해명’, 곧 우리들에 대해 객관적 대상으로서 결코 주어지지 않는 실존의 해명이 제2권의 과제이다. 여기서 말하는 ‘자기’란 대상화되지 않는 자기 자체이며 그것은 확실히 확인되지만 과학적인 방식으로는 알 수 없는 존재이다. 그것은 행위에 있어서 처음으로 명백히 나타나는 것이다. 이러한 ‘자기’의 세계, 곧 참된 ‘실존’의 세계 속에서 우리는 대상적 세계를 탈각한다. 이 세계에 사랑·불안·고독·사귐 등이 있다. 셋째 즉자존재를 살피면서 야스퍼스는 단순한 실존주의 철학에 머물지 않고 즉자존재 또는 ‘초월자’의 형이상학을 지향하고 있었다. 철학하는 것은 대상적 세계로부터 비대상적 즉자존재로 초월하는 것이며, 이러한 세계는 보통의 의미로서는 대상적으로 인식되지 않으나 역사 속에 ‘초월의 암호’로서 나타나는 형이상학적인 지식을 내적으로 비추어 보려고 하는 시도가 된다. 이와 같이 철학하는 것은 일정한 체계적 학설이 아니라 인간의 존재의식을 근저로부터 변혁시키는 것이며, 인간의 존재방식의 전환이며 해방이다. 철학하는 것에 의해서 비로소 우리는 본래적인 것을 자각하고 객관존재의 세계가 투명해지고 근원적인 것이 지각되는 것이다.
- 《이성과 실존》

야스퍼스가 1935년 네덜란드 프로닝헨 대학에 초청되었을 때 한 다섯 개의 연속 강의를 수록한 것이다. 첫머리의 한 마디, 곧 “이성적인 것은 비이성적이란 타자가 없으면 사유될 수 없다. 마찬가지로 현실에 있어서도 이 타자가 없으면 이성적인 것은 나타나지 않는다. 단지 문제는 비이성적인 것은 어떠한 형태로 나타나는가. 어떠한 일이 있어도 비이성적인 것이 남는 까닭은 무엇인가. 비이성적인 것은 어떻게 파악되는가, 하는 것이다”라는 말은 이 책의 방향을 보여준다. 제1강에서는 그리스 철학으로부터 칸트에 이르기까지의 이성의 입장에 선 철학사에 대해 키르케고르와 니체의 실존적 사유의 의의를 대립시키고, “이성적인 것과 비이성적인 것과의 관계에서 나타난 철학하는 활동의 가장 오래된 문제는 케에르케고르와 니체를 응시하면서 전통을 자기 것으로 만들어서 현대의 형태로 새로이 알린다”고 말하고, 그 사이에 서서 철학적 과제를 자각한다. 제2강에서는 포괄자론에 있어서 포괄자가 철학 과제로서 파악될 때 이성과 실존이라는 인간존재의 양극이 갖는 의의를 명백히 하고 “실존은 이성에 의해서만 내용을 얻는다”고 주장한다. 이러한 관련에서의 이성과 실존은 각기 독자적인 논리와 해명을 가짐을 알 수 있다. 이성에는 ‘철학적 논리학’이 속하고, ‘실존해명’이 속한다. 포괄자론은 무엇보다도 철학의 내적 태도의 변혁을 일으키는 것이다. 제3강―이러한 새로운 철학에 의해 진리가 각지되는 경우, 그 진리의 전달 가능성이 문제가 된다. 제4강에서는 포괄자를 생각하는 이상, 생각하는 사유가 형식적으로는 우월하지만, 잘못해서 이를 공허한 논리학이나 절대지로 떨어뜨리는 위험성이 검토된다. 제5강에서는 키르케고르와 니체를 진지하게 생각하여 타개된 현대에 있어서 새롭게 철학하는 가능성을 실존이성적인 관점에서 추구한다. 우선 철학적 논리학이 형식논리학이나 자연과학의 논증과는 다르다는 것을 기술하고, 실존철학이 영원한 철학의 전통에 이어지는 것임을 명백히 하며, 최후로 ‘철학적 신앙’을 주장한다. 이 책은 야스퍼스 철학의 개론이라는 성격을 갖는다.

## 참고 자료
- 《일반 정신 병리학》
- 《실존 철학》
- 《대학의 이념》
- 《니체》